# Suriyothai
Ne doit pas être confondu avec Sri Suriyothai, le personnage historique.
Pour plus de détails, voir Fiche technique et Distribution.
Suriyothai (สุริโยไท) est un film historique thaïlandais réalisé par Chatrichalerm Yukol, sorti en 2001.

## Synopsis
Au début du XVIe siècle, en Thaïlande, la légendaire princesse Suryothai est un témoin direct des principaux événements de la vie du royaume d'Ayutthaya : en 1529, mort du roi Ramathibodi II l'année de la grande comète ; en 1533, mort du roi Borommaratcha IV de la première épidémie de variole importée par des Portugais arrivés depuis peu au Siam (en 1511) ; guerres entre petits royaumes, entre cités-États ; intrigues de palais...
La reine Suriyothai est amoureuse de son ami d'enfance le seigneur Piren (thorathep) mais, par devoir pour sa famille et son père et par fidélité à la famille royale, elle se marie au jeune prince Thienraja.
En 1547, mort du roi Chairacha empoisonné par sa nouvelle femme la reine Sudachan : le prince Thienraja, accusé d'être l'auteur du crime, devient bonze-novice pour sauver sa vie ; le fils de Chairacha et de la reine défunte Jiraprapa, l'enfant Yodfa devient roi.
Mais très vite, en 1548, la reine Sudachan empoisonne et tue l'enfant roi et elle place sur le trône son amant le seigneur Worawongsa (un descendant des U-Tong) ; Suriyothai demande alors à son ami Piren d'intervenir pour placer sur le trône l'héritier légitime, son mari Thienraja : Piren et ses soldats tuent les usurpateurs du trône, la reine Sudacha et son amant Worawongsa, et le prince Thienraja devient le nouveau roi d'Ayutthata et s'appelle désormais Mahachakrapat.
En 1549, l'armée birmane du roi Tabinshwehti franchit la passe des Trois Pagodes et attaque le royaume d'Ayutthaya. La reine Suriyothai se joint à la bataille pour défendre son époux et sauver le royaume... 

Guerre entre le roi de Pégou Tabinshwehti (dynastie Taungû) et le roi d'Ayutthaya Mahachakrapat aidé par la légendaire reine Suriyothai en 1548-1549.

## Fiche technique
- Titre : Suriyothai
- Titres original : สุริโยไท
- Autres titres : The Legend of Suriyothai / La Légende de Suriyothai / La Reine guerrière
- Réalisation : Chatrichalerm Yukol (thaï : หม่อมเจ้า ชาตรีเฉลิม ยุคล)
- Assistant du réalisateur : Euthana Mukdasanit
- Scénario : Chatrichalerm Yukol avec l'aide de l'historien thaï Sunait Chutintaranond[3].
- Production : Kamla Yukol, Kim Aubry et Francis Ford Coppola[4]
- Musique : Richard Harvey[5]
- Photographie : Anupap Buachand, Stanislav Dorsic et Igor Luther
- Montage : Francis Ford Coppola[6], Chatrichalerm Yukol et Patamanadda Yukol
- Direction artistique : Prasert Posrirat, Chetsada Prunarakard et Prasopchok Thanasetvirai
- Costumes : Akadet Nakabalung, Kamol Panitpan, Meechai Taesujarita et Paothong Thongchua
- Société de distribution : Sahamongkol Film International[7]
- Pays d'origine : Thaïlande
- Format : Couleurs - 1,85:1 - DTS / Dolby Digital - 35 mm
- Genre : Action, aventure, biopic, drame, historique et guerre
- Durée : 185 minutes (version française 140 minutes ; version longue DVD 300 minutes)
- Dates de sortie : 12 août 2001 (première), 17 août 2001 (Thaïlande)
- Licencié en France

## Distribution[8]
- Piyapas Bhirombhakdi : La Reine Suriyothai, épouse du Roi Chakkraphat[9]
- Pimolrat Pisolyabutr (Phimonrat Phisarayabud / พิมลรัตน์ พิศลยบุตร) : La jeune princesse Suriyothai
- Sarunyu Wongkrachang : Le Roi Mahachakrepat (Roi Chakkraphat) (Prince Thienraja)[10]
- Chatchai Plengpanich (ฉัตรชัย เปล่งพานิช) : Le seigneur Khun Piren(thorathep)
- Soranut Chatwiboon : le jeune Piren(thorathep)
- Aranya Namwong (อรัญญา นามวงศ์) : La nourrice Thonsuk
- Amphol Lumpoon (อำพล ลำพูน) : Le seigneur Intrathep
- Sorapong Chatree : Le capitaine Muen Rachasineha
- Supakorn Kitsuwon : Le bonze Luang Triyos
- Sombat Metanee : Le seigneur Minye Sihatu
- Sinjai Plengpanich (สินจัย เปล่งพานิช) : Dame Tao Sri Chulalak
- Pongpat Wachirabunjong (พงษ์พัฒน์ วชิรบรรจง) : Le Roi Somdet Phra Chairachathirat (Roi Chairacha)
- Penpak Sirikul (Thai: เพ็ญพักตร์ ศิริกุล) : La Reine Jiraprapa (première épouse du Roi Chairacha)
- Poramat Thammol : l'enfant roi Yodfa (fils de la Reine Jiraprapa morte peu après sa naissance)
- Mai Charoenpura (ใหม่ เจริญปุระ) : Dame Srisudachan (Reine Sudachan, seconde épouse du Roi Chairacha)
- Russaya Kerdchai : la jeune demoiselle Srisudachan
- Johnny Anfone (จอนนี่ แอนโฟเน่) : Le seigneur Worawongsa, amant de Dame Srisudachan.
- Suphakit Tangthatswasd : Le Roi d'Hantawaddy (Tabinshwehti)
- Ronrittichai Khanket : Vice-Roi de Prome, Phra Chao Prome (Pyap), père adoptif du Roi Tabinshwehti
- Saharat Sangkapricha : Seigneur Bayinnaug (Le Roi Phra Maha Uparacha)
- Suchao Pongwilai : Le Roi Norpatthanukul (Somdet Nor Putthangura)
- Sithao Petcharoen : พรานเหม็น
- Samart Payakaroon : Pie
- Ekapan Bunluerit : Chan

## Production
Le tournage de Suriyothai a duré deux ans.

## Commentaires
La réalisation de Suriyothai dura 7 ans. Ce film aux personnages complexes, aux décors somptueux et à très gros budget (le plus gros budget de l'histoire du cinéma thaïlandais : 400 millions de bahts), suggéré et très fortement soutenu par la reine Sirikit Kitiyakara, est le plus grand succès commercial local en salle de tous les temps,, battant toutes les superproductions américaines sorties au même moment. En plus d'un financement d'une large part du budget du film, la reine autorisa l'accès aux palais et sites historiques royaux pour le tournage du film (une première) et elle réquisitionna une armée de trois mille soldats-figurants et 160 éléphants pour les scènes de batailles.
C'est aussi la première fois que le cinéma thaïlandais transgresse le tabou qui interdit de représenter au cinéma la vie d'un souverain réel.

## Controverse
Le professeur d'histoire de l'art thaïlandais Piriya Krairiksh de l'université Thammasat, président de la Siam Society « semble mettre en doute, à la lecture des chroniques, l'existence même d'une quelconque reine Suriyothai en suggérant qu'il s'agit encore d'une production du XIXe siècle destinée à fabriquer de l'histoire ancienne, à générer du patriotisme et à fonder l'idée du sacrifice de l'individu à l'État. ».
Anchalee Chaiworaporn, journaliste spécialisée dans le cinéma thaïlandais, explique dans un article la nostalgie du nouveau cinéma thaïlandais à la suite de la crise financière de 1997 en Asie du Sud-Est, en particulier avec un retour de ferveur nationaliste vive dans les films historiques Bang Rajan et Suriyothai.

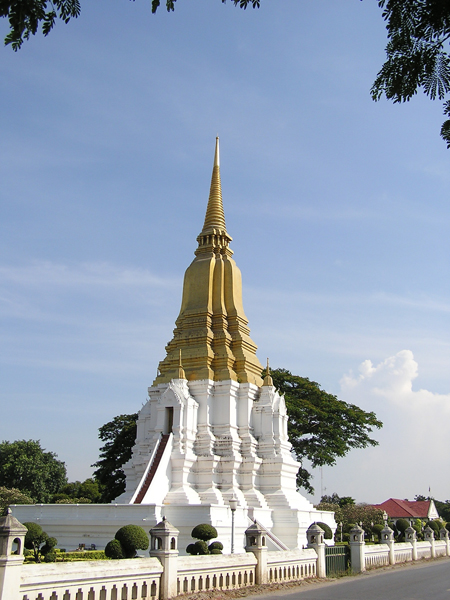
Piriya Krairiksh affirme que le chedi de Suriyothai ne peut pas contenir les cendres de la légendaire reine car il ne daterait pas du règne du roi Maha Chakraphat (1548-1569) mais du règne du roi Borommakot (1733-1758) soit de deux siècles plus tard.

## Postérité
La légende de Suriyothai est encore de nos jours le super-champion du box-office des films thaïlandais ayant obtenu le plus grand succès en Thaïlande, très loin devant les autres superproductions thaïlandaises : les films historiques Naresuan, films aussi réalisés par Chatrichalerm Yukol, ainsi que Bang Rajan de Tanit Jitnukul ; le film d'action l'Honneur du dragon de Prachya Pinkaew ; et les films racontant la légendaire histoire du fantôme Mae Nak : Nank Nak de Nonzee Nimibutr et Pee Mak de Banjong Pisanthanakun. On peut aussi ajouter à ces films les plus populaires de Thaïlande des films comme la comédie musicale Mon Rak Lookthung (Un amour magique à la campagne), avec Mitr Chaibancha et Petchara Chaowarat, qui a battu tous les records d'entrées en 1970 au cours d'une exploitation longue de six mois dans les salles de cinéma et dont la bande originale reste à ce jour l'une des plus vendues en Thaïlande.